# Jesup (Géorgie)
Pour les articles homonymes, voir Jesup.
Jesup est une ville de Géorgie, aux États-Unis. Il s'agit du siège du comté de Wayne.

## Démographie
| 1880 | 1890 | 1900 | 1910  | 1920  | 1930  |
| ---- | ---- | ---- | ----- | ----- | ----- |
| 562  | 907  | 805  | 1 415 | 1 941 | 2 303 |

| 1940  | 1950  | 1960  | 1970  | 1980  | 1990  |
| ----- | ----- | ----- | ----- | ----- | ----- |
| 2 903 | 4 605 | 7 304 | 9 091 | 9 418 | 8 958 |

| 2000  | 2010   | - | - | - | - |
| ----- | ------ | - | - | - | - |
| 9 279 | 10 214 | - | - | - | - |